# Гігея
Гігея (грец. Γυγαίη) — дочка македонського царя Амінта I і сестра Александра I Македонського. Брат видав її заміж за перського генерала Бубареса.  Геродот також згадує сина Бубареса та Гігеї на ім'я Амінт, якому пізніше Ксеркс I (правління 486—465) подарував місто Алабанда в Карії на південному заході Анатолії. 
Існує також ще одна Гігея, друга дружина Амінта III Македонського, син якої Менелай був убитий своїм зведеним братом Філіпом II у 347 році до нашої ери.